# El conde (pel·lícula)
El conde és una pel·lícula xilena de comèdia negra de terror del 2023 dirigidas per Pablo Larraín i escrita per Larraín i Guillermo Calderón. És una sàtira que retrata el dictador xilè Augusto Pinochet com un vampir de 250 anys que busca la mort. És protagonitzada per Jaime Vadell, Gloria Münchmeyer, Alfredo Castro, i Paula Luchsinger.
El conde es va estrenar a la 80a Mostra Internacional de Cinema de Venècia el 31 d'agost de 2023 on va guanyar el premi al millor guió. Es va estrenar a Netflix el 15 de setembre de 2023, quatre dies després del 50è aniversari del 1973, en què Pinochet va prendre el poder. La pel·lícula va rebre una nominació als Premis Oscar a la Millor Fotografia.

## Argument
Al segle XVIII, Claude Pinoche, un soldat reialista francès, es descobreix que és un vampir i sobreviu a un intent de matar-lo. Presenciant la Revolució Francesa i l'execució de Maria Antonieta, simula la seva mort i fuig a l'estranger, participant en la repressió dels trastorns revolucionaris durant els dos segles següents. Finalment, acaba a Xile el 1935 i s'incorpora a l'Exèrcit xilè sota el nom d'Augusto Pinochet. Ascendit per convertir-se en general, el derroca el govern socialista de Salvador Allende el 1973 i es converteix en el dictador del país, exigint que la seva família s'adreci a ell com "El comte". Quan les autoritats comencen a investigar la seva riquesa il·lícita i els abusos dels drets humans després de deixar el càrrec, torna a simular la seva mort i es retira a una granja remota.
Després de 250 anys d'existència, a poc a poc va perdent les ganes de viure, preocupant la seva dona Lucía, i el seu majordom de molt temps, Fiódor, un rus blanc a qui Pinochet va mossegar i convertir en un vampir. Fiodor agafa l'uniforme militar d'Augusto i es dedica a una matanza horrible per trobar i consumir cors humans a Santiago de Xile. Pensant que el seu pare era el responsable i ansiosos per rebre la seva herència, els fills Pinochet contracten una monja, Carmen, per exorcitzar i matar Augusto amb el pretext d'auditar la riquesa de la família, i se'n van a la granja, seguits de Carmen, que encanta Augusto amb la seva fluïdesa en francès. L'Augusto descobreix més tard que Fiodor està tenint una aventura amb Lucía, però ho tolera perquè s'ha cansat d'ella. Carmen entrevista àmpliament la família sobre els seus problemes legals i financers, reunint un dossier que amaga a la seva habitació.
Carmen finalment revela la seva veritable identitat com a monja a Augusto i intenta exorcitzar-lo, però es veu aclaparada per la seva presència i acaba tenint relacions sexuals amb ell, cosa que li permet transformar-la en un vampir. Això provoca l'arribada de Margaret Thatcher, que es revela que és la mare de Claude, després d'haver-lo abandonat en un orfenat al néixer després de ser segrestada i mossegada per un strigoi.
Margaret, gelosa de les afirmacions de Carmen sobre l'amor d'Augusto, ordena al seu fill que la mati. En lloc d'això, l'Augusto mostra la seva riquesa a Carmen, després del qual Carmen revela que ha estat simulant la seva atracció per ell, i que el fet de convertir-se en vampir era part de la seva missió en nom de l'Església Catòlica Romana per infiltrar-se entre els Pinochets i reunir informació sobre les seves activitats corruptes corruptes. Mentre fuig, és capturada i guillotinada per Fiódor, que crema el seu dossier. Fiodor, Lucía i els nens Pinochet intenten matar l'Augusto i la Margaret per obtenir la seva herència, però Augusto mata Lucía passant una estaca pel seu cor i decapita Fiodor amb una serra.
Deixa salver els nens que es queden a la granja. Quan marxen, arriba una superfluència de monges per mirar la propietat ara buida. L'Augusto i la Margaret es rejovenen amb cors de vampir i marxen per començar una nova vida. L'Augusto, ara un nen, opta per romandre a Xile, dient que sorgiran més esquerrans.

## Repartiment
- Jaime Vadell com a Augusto Pinochet[6]
- Gloria Münchmeyer com a Lucía Hiriart
- Alfredo Castro com a Fyodor
- Paula Luchsinger com a Carmen
- Catalina Guerra com a Luciana
- Marcial Tagle com a Aníbal
- Amparo Noguera com a Mercedes
- Diego Muñoz com a Manuel
- Antonia Zegers com a Jacinta
- Stella Gonet com a Margaret Thatcher
- Clemente Rodríguez com a Claude Pinoche

## Producció
La fotografia principal va començar el 24 de juny de 2022.

## Estrena
El conde pes va estrenar a la 80a Mostra Internacional de Cinema de Venècia el 31 d'agost de 2023. Va rebre una estrena limitada a les sales el 7 de setembre de 2023 a Xile i Argentina. Va rebre una estrena limitada als Estats Units el 8 de setembre de 2023, abans de començar a reproduir-se a tot el món el 15 de setembre de 2023 a Netflix.

## Recepció
A Rotten Tomatoes, El conde té una nota d'aprovació del 82%, basada en 115 crítiques amb una valoració mitjana de 7/10. El consens crític del lloc web diu: "Una sàtira foscament delirant arrelada a l'horror de la vida real, El conde troba Pablo Larraín revisant temes coneguts sense perdre el seu poder provocador."A Metacritic, la pel·lícula té una puntuació mitjana ponderada de 72 sobre 100, basada en 30 crítics, que indica "crítiques generalment favorables".
Lindsey Bahr d'AP News va escriure que "El Conde podria allargar la seva enginyosa premissa una mica més enllà de la seva benvinguda, però no obstant això és una experiència cinematogràfica embriagadora, aclaparadora i espantosa."

### Reconeixements
| Organització                         | Data de cerimònia      | Categoria                    | Receptor(s)                        | Resultat  | Ref.          |
| ------------------------------------ | ---------------------- | ---------------------------- | ---------------------------------- | --------- | ------------- |
| Festival de Cinema de Venècia        | 9 de setembre 2023     | Lleó d'or                    | Pablo Larraín                      | Nominat   | [ 18 ]        |
| Festival de Cinema de Venècia        | 9 de setembre 2023     | Premi Osella pel millor guió | Guillermo Calderón i Pablo Larraín | Guanyador | [ 19 ] [ 20 ] |
| Camerimage                           | 18 de novembre de 2023 | Granota d'Argent             | Edward Lachman                     | Guanyador | [ 21 ]        |
| IndieWire Critics Poll               | 11 de desembre de 2023 | Millor fotografia            | Edward Lachman                     | 8è lloc   | [ 22 ]        |
| American Society of Cinematographers | 3 de març de 2024      | Llargmetratge cinematogràfic | Edward Lachman                     | Nominat   | [ 23 ]        |
| Premis Oscar                         | 10 de març de 2024     | Millor fotografia            | Edward Lachman                     | Nominat   | [ 24 ]        |
| Premis Platino                       | 20 d’abril de 2024     | Millor direcció              | Pablo Larraín                      | Nominat   | [ 25 ]        |
| Premis Platino                       | 20 d’abril de 2024     | Millor actor                 | Jaime Vadell                       | Nominat   | [ 25 ]        |
| Premis Platino                       | 20 d’abril de 2024     | Millor actriu secundària     | Antonia Zegers                     | Nominat   | [ 25 ]        |
| Premis Platino                       | 20 d’abril de 2024     | Millor guió                  | Guillermo Calderón i Pablo Larraín | Nominat   | [ 25 ]        |
| Premis Platino                       | 20 d’abril de 2024     | Millor direcció artística    | Rodrigo Bazaes                     | Guanyador | [ 25 ]        |
| Premis Platino                       | 20 d’abril de 2024     | Millor direcció de so        | Miguel Hormazábal                  | Nominat   | [ 25 ]        |